# Великолепный козодой
Великолепный козодой (лат. Caprimulgus eximius) — птица из семейства настоящих козодоев.
Общая длина птицы вместе с хвостом 23—25 см, масса около 66 г. Верхняя сторона тела и кроющие перья крыльев рыжевато-охристые или рыжевато-коричневатые с серовато-белыми поперечно вытянутыми пятнами и многочисленными мелкими темно-коричневыми пятнами. Половой диморфизм не выражен. Самцы вокализируют с земли.
Распространен в Африке в зоне Сахеля вдоль южной границы пустыни Сахары. Обитает в полупустынях, сухих травянистых и кустарниковых саваннах юга Мавритании, севера Сенегала, центральных и южных районов Мали и Нигера, центра Чада и Судана, залетает на север Нигерии. Встречается до высоты 600 м.

## Классификация
Международный союз орнитологов выделяет два подвида:
- C. e. simplicior Hartert, 1921 — от юга Мавритании и севера Сенегала на восток до Центрального Чада;
- C. e. eximius Temminck, 1826 — юг и центр Судана.

Ведет преимущественно оседлый образ жизни, хотя на западе ареала представители подвида simplicior после размножения могут рассосредотачиваться на большой территории.
Охотится в сумерках, часто вблизи водоёмов и над водой. Питается ночными бабочками, кузнечиками, богомолами, клопами и жуками.
Размножение изучено плохо. На севере Сенегала и Мали размножается в апреле—мае, в Судане в марте—апреле.